# Pontons
Pontons è un comune spagnolo di 414 abitanti situato nella comunità autonoma della Catalogna.